# Jean-Claude Ellena
Jean-Claude Ellena (* 7. April 1947 in Grasse, Département Alpes-Maritimes) ist ein französischer Parfümeur. Von 2004 bis 2015 war er die „Nase“ des französischen Luxuswarenhersteller Hermès. Seit 2019 ist er Chef der Duftkreationen von Le Couvent Parfums.
Jean-Claude Ellena wurde in Grasse, einem Ort, der für seine Parfumindustrie bekannt ist, als Sohn eines Parfümeurs geboren. Aufgrund schlechter Zensuren wurde er bereits frühzeitig vom Vater aus der Schule genommen, woraufhin er als Hilfskraft arbeiten musste. Zu dieser Zeit verdiente sich Ellena sein Geld in der Parfumindustrie, bis er 1967 die gebürtige Irin Susannah heiratete, die ihn heute noch auf all seinen Reisen begleitet. Nach seiner Heirat begann er 1968 eine Ausbildung beim Schweizer Aromen- und Duftspezialisten Givaudan, wo er schon bald einen Bestseller für Van Cleef & Arpels mischen konnte. Als einer von etwa 100 Mitarbeitern der Feinparfümerie, die zumeist anonym Duftkompositionen an verschiedene Kosmetikkonzerne liefern, konnte er so früh auf sich aufmerksam machen. Er kreierte weitere Duftkompositionen, ehe er 1992 zum deutschen Unternehmen Haarmann & Reimer, der heutigen Symrise, wechselte. Im Jahr 2004 wurde er dann von Hermès abgeworben, wo er seither als Hausparfumeur arbeitet.
Sein Markenzeichen ist unter anderem die Konzentration auf das Wesentliche. Anfangs benutzte er noch gut 200 Ingredienzien für seine Mischungen, neuerdings nur noch ca. 20.
Im Herbst 2012 erschien im Insel Verlag sein Buch Der geträumte Duft – Aus dem Leben eines Parfümeurs sowie bei C.H. Beck Parfum. Ein Führer durch die Welt der Düfte.
Für seine Parfümkreationen erhielt er sechsmal den FiFi Award der Fragance Foundation France.
Im Jahr 2015 erhielt er den deutschen Parfumpreis Duftstars für sein Lebenswerk.

## Werke
- Parfum. Ein Führer durch die Welt der Düfte. 2012, C.H. Beck, ISBN 978-3-406-63928-9
- Der geträumte Duft. Aus dem Leben eines Parfümeurs, Insel Verlag, Berlin 2012, ISBN 978-3-458-24130-0